# Kendira
Kendira (em árabe: كنديرة) é uma comuna localizada na província de Bugia, no norte da Argélia. Segundo o censo de 2008, a população total da cidade era de 5 364 habitantes.